# Сервантес (зоря)
Сервантес (μ Жертовника, Мю Жертовника, лат. μ Ara, μ Arae) — сонцеподібна зоря в сузір'ї Жертовника.
Зоря має планетну систему, що складається принаймні з трьох екзопланет. Ефективна земна орбіта становить 1,3 а. о.. Планета d є однією з найменш масивних серед відомих екзопланет і, можливо, належить до планет земної групи («холодна надземля»). Орбітальні параметри зовнішньої[уточнити] планети c уточнюються.

## Зірка
Жовтий карлик (можливо, субгігант) спектрального класу G3V-IV, перебуває на відстані 49,8 світлового року від Сонця. Його видно неозброєним оком (зоряна величина 5,15). Світність сягає 1,7 сонячної.

## Планетна система

### Планета b
Відкрито 2000 року методом доплеровської спектроскопії. Період обертання 654,5 доби, велика піввісь орбіти 1,5 ± 0,02 а. о., ексцентриситет 0,31 (витягнута орбіта), аргумент перицентру (Ω) 294 ± 9. Маса 1,676 Юпітера, тип — газовий гігант.

### Планета c
Відкрито 2002 року методом доплеровської спектроскопії. Орбітальні параметри неоднозначні. Існує кілька можливих варіантів, найімовірніший із яких наступний: період обертання — 9,6386 ± 0,0015 доби, велика піввісь орбіти — 0,09 а. о., ексцентриситет — 0,57 ± 0,1 (дуже витягнута орбіта), аргумент перицентру (Ω) 161 ± 8. Маса становить близько 0,03321 мас Юпітера.

### Планета d
Відкрито 2004 року методом доплеровської спектроскопії. Період обертання 9,55 ± 0,03 доби, велика піввісь орбіти — 0,09 а. о., ексцентриситет — 0,0 (колова орбіта). Мінімальна маса 0,042 Юпітера (14 земних).

### Планета e
Про відкриття повідомлено 13 червня 2002 року. Являє собою газовий гігант із масою принаймні 1,8 мас Юпітера. Період обертання 11,5 років, велика піввісь 5,235 а. о.